# Élections régionales de 2010 en Campanie
Les Élections régionales de 2010 en Campanie se sont tenues le 29 mars 2010, afin d'élire les 60 membres du conseil régional de la région de Campanie pour un mandat de cinq ans.

## Mode de scrutin

Région de Campanie.

La Campanie est une région italienne à statut simple. 
Le conseil régional ainsi que son président sont élus simultanément pour cinq ans au suffrage universel direct. Les 59 conseillers sont élus au scrutin proportionnel plurinominal avec listes ouvertes, vote préférentiel et seuil électoral de 3 %, tandis que le président est élu au scrutin uninominal majoritaire à un tour. Ce dernier se présente obligatoirement en tant que candidat d'une liste en lice pour le conseil régional, ce qui interdit de fait les candidatures sans étiquettes.
La liste du président élu reçoit d'emblée une prime majoritaire portant sa part des sièges à un minimum de 60 % du total. Les sièges sont ensuite repartis à la proportionnelle aux différentes listes ayant franchi le seuil électoral, et à leurs candidats en fonction des votes préférentiels qu'ils ont recueillis. Le seuil de 3 % n'est pas pris en compte pour les listes se présentant au sein d'une coalition ayant elle-même franchie un seuil de 10 %. Par ailleurs, le président élu devient de droit membre du conseil, ce qui porte le total de conseillers à 60.

### Modalités
L'électeur vote sur un même bulletin pour un candidat à la présidence et pour la liste d'un parti. Il a la possibilité d'exprimer ce vote de plusieurs façons.
- Soit voter uniquement pour une liste, auquel cas son vote s'ajoute également à ceux pour le candidat à la présidence soutenu par la liste. Il a également la possibilité d'exprimer un vote préférentiel pour deux candidats de son choix sur la liste en écrivant leurs noms. Il ne doit dans ce cas pas écrire les noms de deux candidats de même sexe, ni un seul nom.

- Soit ne voter que pour un candidat à la présidence, auquel cas son vote n'est pas étendu à sa liste.

- Soit préciser son vote pour un candidat et son vote pour une liste. Contrairement à plusieurs autres régions italiennes, l'électeur peut effectuer un panachage en choisissant un candidat à la présidence et une liste ne faisant pas partie de celles soutenant le candidat choisi[1].

### Répartition des sièges
| Provinces              | Sièges | +/-           |  |
| Avellino               | 5      |               |  |
| Bénévent               | 3      | en stagnation |  |
| Caserte                | 9      | en stagnation |  |
| Naples                 | 31     | 5             |  |
| Salerne                | 11     | 1             |  |
| Président de la région | 1      | 6             |  |
| Total                  | 60     | en stagnation |  |

## Résultats
|                        |                        |            |            |                      |                                            |                               |           |         |         |               |               |       |  |  |
| Présidence             | Présidence             | Présidence | Présidence | Présidence           | Conseil                                    | Conseil                       | Conseil   | Conseil | Conseil | Conseil       | Conseil       | Total |  |  |
| Candidats              | Candidats              | Votes      | %          | Élus                 | Partis                                     | Partis                        | Votes     | %       | +/-     | Sièges        | +/-           | Total |  |  |
|                        | Stefano Caldoro (PdL)  | 1 586 490  | 54,25      | 1                    |                                            | Le Peuple de la liberté (PdL) | 872 628   | 31,66   | 9,14    | 21            | 6             |       |  |  |
|                        | Stefano Caldoro (PdL)  | 1 586 490  | 54,25      | 1                    | Union de centre (UdC)                      | 259 204                       | 9,40      | 2,65    | 6       | 2             |               |       |  |  |
|                        | Stefano Caldoro (PdL)  | 1 586 490  | 54,25      | 1                    | Ensemble pour Caldoro (NPSI-MpA-PRI-InM)   | 159 768                       | 5,80      | 1,91    | 4       | 2             |               |       |  |  |
|                        | Stefano Caldoro (PdL)  | 1 586 490  | 54,25      | 1                    | Noi Sud (NS)                               | 98 895                        | 3,59      | Nv.     | 2       | 2             |               |       |  |  |
|                        | Stefano Caldoro (PdL)  | 1 586 490  | 54,25      | 1                    | Union des démocrates pour l'Europe (UDEUR) | 92 452                        | 3,35      | 6,79    | 2       | 3             |               |       |  |  |
|                        | Stefano Caldoro (PdL)  | 1 586 490  | 54,25      | 1                    | Liste AdC-DC                               | 64 702                        | 2,35      | Nv.     | 1       | 1             |               |       |  |  |
|                        | Stefano Caldoro (PdL)  | 1 586 490  | 54,25      | 1                    | Alliance du peuple (PP-NC-AD)              | 39 460                        | 1,43      | 1,07    | 1       | 1             |               |       |  |  |
|                        | Stefano Caldoro (PdL)  | 1 586 490  | 54,25      | 1                    | La Droite (LD)                             | 28 009                        | 1,02      | Nv.     | 1       | 1             |               |       |  |  |
| Total Centre-droit     | Total Centre-droit     | 1 586 490  | 54,25      | 1                    | 1 615 118                                  | 58,60                         | 25,01     | 38      | 17      | 39            |               |       |  |  |
|                        | Vincenzo De Luca (PD)  | 1 258 787  | 43,04      | —                    |                                            | Parti démocrate (PD)          | 590 592   | 21,43   | 9,72    | 14            | 3             |       |  |  |
|                        | Vincenzo De Luca (PD)  | 1 258 787  | 43,04      | —                    | Italie des valeurs (IdV)                   | 178 283                       | 6,47      | 4,09    | 4       | 3             |               |       |  |  |
|                        | Vincenzo De Luca (PD)  | 1 258 787  | 43,04      | —                    | Liste commune SEL-PSI                      | 97 076                        | 3,52      | Nv.     | 2       | 2             |               |       |  |  |
|                        | Vincenzo De Luca (PD)  | 1 258 787  | 43,04      | —                    | Alliance pour l'Italie (ApI)               | 83 906                        | 3,04      | Nv.     | —       | en stagnation |               |       |  |  |
|                        | Vincenzo De Luca (PD)  | 1 258 787  | 43,04      | —                    | Campanie libre                             | 69 433                        | 2,52      | Nv.     | 1       | 1             |               |       |  |  |
|                        | Vincenzo De Luca (PD)  | 1 258 787  | 43,04      | —                    | Liste commune FdV-AS                       | 29 509                        | 1,07      | 2,38    | —       | 2             |               |       |  |  |
|                        | Vincenzo De Luca (PD)  | 1 258 787  | 43,04      | —                    | Liste Bonino-Pannella (LBP)                | 12 349                        | 0,45      | Nv.     | —       | en stagnation |               |       |  |  |
| Total Centre-gauche    | Total Centre-gauche    | 1 258 787  | 43,04      | —                    | 1 061 148                                  | 38,50                         | 24,76     | 21      | 11      | 21            |               |       |  |  |
|                        | Paolo Ferrero          | 39 730     | 1,36       | —                    |                                            | Fédération de la gauche (FdS) | 43 097    | 1,56    | 5,31    | 0             | 3             | 0     |  |  |
|                        | Roberto Fico           | 39 353     | 1,35       | —                    |                                            | Mouvement 5 étoiles (M5S)     | 36 792    | 1,33    | Nv.     | 0             | en stagnation | 0     |  |  |
|                        |                        |            |            |                      |                                            |                               |           |         |         |               |               |       |  |  |
| Votes valides          | Votes valides          | 2 924 360  | 93,91      |                      | Votes valides                              | Votes valides                 | 2 756 155 | 88,51   |         |               |               |       |  |  |
| Votes blancs et nuls   | Votes blancs et nuls   | 189 715    | 6,09       | Votes blancs et nuls | Votes blancs et nuls                       | 357 920                       | 11,49     |         |         |               |               |       |  |  |
| Total candidats        | Total candidats        | 3 114 075  | 100        | 1                    | Total partis                               | Total partis                  | 3 114 075 | 100     | -       | 59            | 6             | 60    |  |  |
| Abstentions            | Abstentions            | 1 831 306  | 37,03      |                      |                                            |                               |           |         |         |               |               |       |  |  |
| Inscrits/Participation | Inscrits/Participation | 4 945 381  | 62,97      |                      |                                            |                               |           |         |         |               |               |       |  |  |